# Singles 1968-1971
Singles 1968-1971 er et opsamlingsalbum, lavet som et box set, med The Rolling Stones musik i perioden 1968 til 1971. Det er den sidste i den serie som ABKCO Records, der havde rettighederne til The Rolling Stones optagelser før 1970, udgav. 
Dette set blev der sat spørgsmålstegn ved af kritikerne, om det var nødvendig at udgive det, specielt efter at der i 1989 var udkommet Singles Collection: The London Years der allerede dækkede denne periode tilfredsstillende. Udover det indeholder denne opsamlings-cd materiale fra Metamorphosis og "Sympathy for the Devil" remixet af The Neptunes i 2003. Imidlertid indeholder Singles 1968-1971 desuden også en bonus DVD.

## Spor
- Alle sangene er skrevet af Mick Jagger and Keith Richards udtaget hvor andet er noteret

### Disc 1
1. "Jumpin' Jack Flash" – 3:38
2. "Child Of The Moon" – 3:12

### Disc 2
1. "Street Fighting Man" – 3:09
2. "No Expectations" – 3:55
3. "Surprise Surprise" – 2:30
4. "Everybody Needs Somebody to Love" (Solomon Burke/Bert Russell/Jerry Wexler) – 5:03

### Disc 3
1. "Honky Tonk Women" – 3:00
2. "You Can't Always Get What You Want" – 4:50

### Disc 4
1. "Memo From Turner" – 4:07
  - Udgivet som en Mick Jagger solo single.
2. "Natural Magic" (Jack Nitzsche) – 1:39
  - Ry Cooder instrumental fra filmen Performance

### Disc 5
1. "Brown Sugar" – 3:49
2. "Bitch" – 3:36

### Disc 6
1. "Wild Horses" – 5:42
2. "Sway" – 3:47

### Disc 7
1. "I Don't Know Why" (Stevie Wonder/Paul Riser/Don Hunter/Lula Hardaway) – 3:01
2. "Try A Little Harder" – 2:17

### Disc 8
1. "Out of Time" – 3:22
2. "Jiving Sister Fanny" – 3:20

### Disc 9
1. "Sympathy for the Devil" – 6:17
2. "Sympathy for the Devil" (The Neptunes remix) – 5:54
3. "Sympathy for the Devil" (Fatboy Slim remix) – 8:24
4. "Sympathy for the Devil" (Full Phatt remix) – 8:05

### Bonus DVD
1. "Time Is on My Side" (Norman Meade) (live on The Ed Sullivan Show)
2. "Have You Seen Your Mother, Baby, Standing in the Shadow?" (live, Fall 1966)
3. "Jumpin' Jack Flash" (promotional film)
4. "Sympathy for the Devil" (The Neptunes remix video)